# Goldface - Il fantastico superman
Goldface - Il fantastico superman è un film del 1968 diretto da Bitto Albertini.
Coproduzione italo-spagnola, è uno dei primi film incentrati su un supereroe mascherato del cinema italiano, preceduto da Superargo contro Diabolikus del 1966.

## Critica
Secondo Paolo Mereghetti, il regista - sulla scia di altri film e altri eroi come James Bond e il lottatore messicano El Santo - "realizza un'avventura pop demenziale, fumettistica, violenta e razzista." Fantafilm d'altra parte ritiene che sia proprio nella presenza del personaggio del fedelissimo negro di nome Kotar "l'aspetto inedito e più interessante. [...] La vicenda, per il resto, è prevedibile e somiglia a quelle di tanti eroi mascherati messicani."